# Нейрон И9.66
Нейрон И9.66 — советский IBM PC/XT-совместимый персональный компьютер. Разработан в Киевском научно-исследовательском институте радиоизмерительной аппаратуры в середине 1980-х годов. Производством компьютера занималось ПО «Меридиан» имени С. П. Королёва. Выпуск компьютера продолжался около семи лет. В 1993 году эти компьютеры можно было купить в магазинах «Радиотехник».

## Технические характеристики
- Процессор: КР1810ВМ86 на частоте 4,77 МГц
- ОЗУ: от 256 до 1024 КБ в разных модификациях

Компьютер был выполнен в виде двух блоков — процессорного блока и блока накопителей. Эти блоки имели отдельные источники питания и сетевые выключатели. Для работы требовалась отдельная клавиатура и монитор. Компьютер имел открытую архитектуру на основе общей шины И41 (модифицированный Multibus).

## Модификации
Было выпущено несколько модификаций компьютера, имеющих незначительные различия в комплектации.
Базовая модель, Нейрон И9.66, имела от 256 до 640 КБ ОЗУ и два дисковода 5.25 (720 КБ). В варианте И9.66.1 использовались дисководы с возможностью записи/чтения двусторонних дисков с высокой плотностью (до 1,2 Мб). Модель И9.69 имела один дисковод, контроллер жёсткого диска MFM и жёсткий диск (советский объёмом 10 МБ или Seagate ST-225 объёмом 20 МБ). Обе модификации могли дополняться математическим сопроцессором К1810ВМ87.
Также существовала модификация Нейрон И9.66М, которая прошла полный цикл испытаний и была подготовлена к серийному выпуску. Однако в серию она так и не пошла. Она имела исполнение в виде одного блока, объём ОЗУ 512—1024 КБ, установленный сопроцессор и контроллер жёсткого диска, один дисковод для дискет 5’25" и жёсткий диск до 20 МБ. Впервые в отечественных ПЭВМ был установлен контроллер локальной вычислительной сети (ЛВС), работающий по витой паре проводов.

## Программное обеспечение

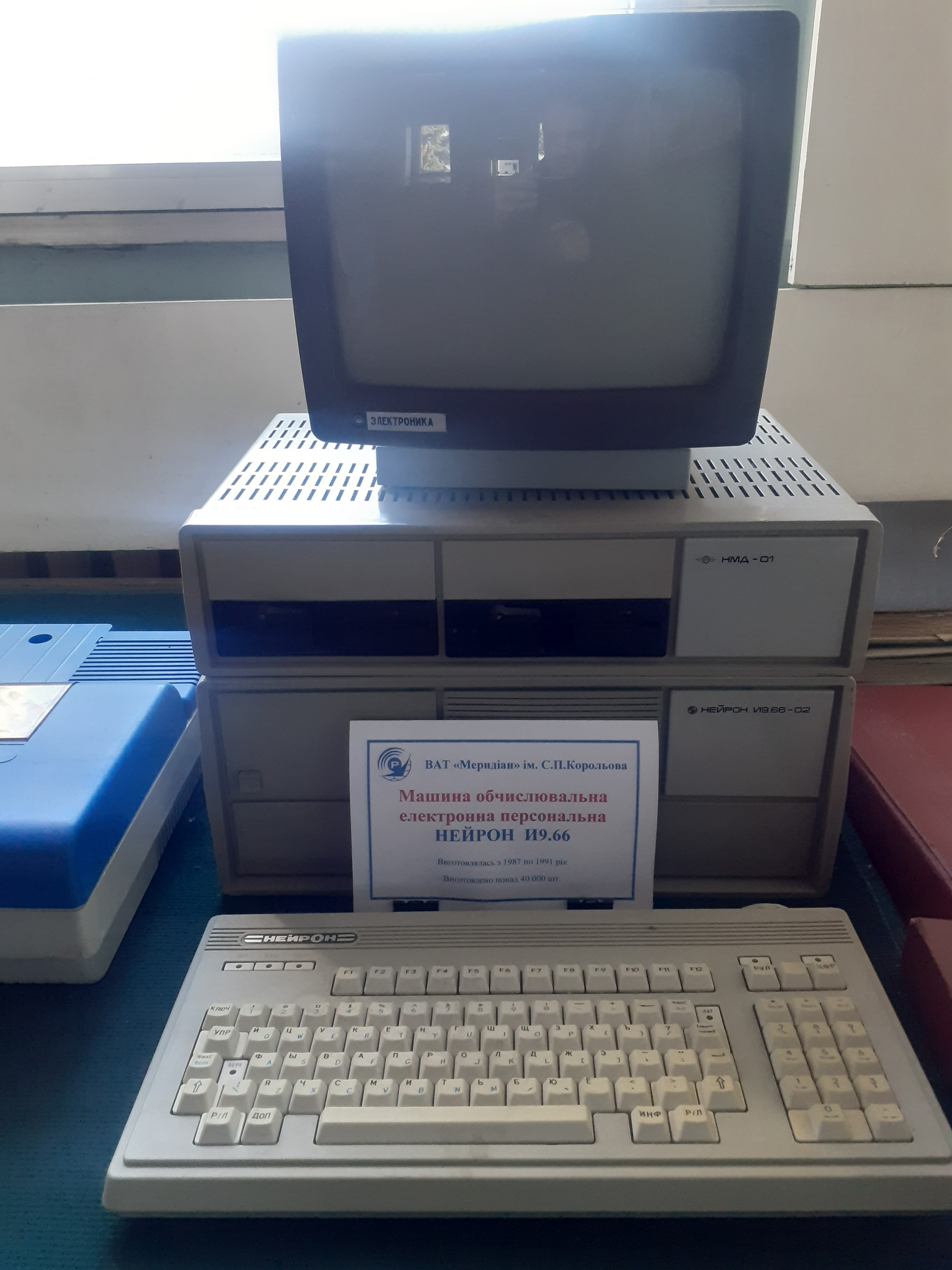
Нейрон И9.66 в музее ПО «Меридиан» им. Королёва

Использовались операционные системы Нейрон-ДОС1 (совместима с операционной системой PC DOS) и Нейрон-ДОС2 (совместима с операционной системой CP/M-86 и МикроДОС). Среди программного обеспечения присутствовали:
- текстовый процессор «Нейрон-текст» (WordStar)
- табличный процессор «Нейрон-счет»
- СУБД «Нейрон-база» (dBase II)
- «Нейрон-файл»
- «Нейрон-микро»
- интерпретатор языка Бейсик, «Нейрон-Бейсик» (Basic-86)
- компилятор языка Паскаль (для Нейрон-ДОС2)

Нейрон И9.66 был совместим с IBM-PC не только по набору инструкций процессора, но и по архитектуре и адресации периферийных устройств. Это позволяло использовать практически все программное обеспечение, разработанное для IBM-PC. Одним из несовместимых узлов была система встроенного динамика, из-за чего не работали, например, команда PLAY в GW-BASIC и звуковое сопровождение в некоторых играх. Другой несовместимостью являлось использование микросхемы КР580ВВ51 вместо NS8250 в качестве контроллера последовательного порта из-за чего не работали, например, стандартные терминальные программы для связи через модем.
Хотя видеоадаптер Нейрон И9.66 был программно полностью совместим с CGA, тем не менее, он был черно-белым и имел всего лишь один выход видеосигнала. Цвета представлялись градациями яркости, и палитры CGA не различались. Из-за этого в ряде игр утрачивалась часть информации, представление которой было реализовано на основе смены палитр. Существовали несложные пользовательские доработки видеоадаптера, позволяющие получать цветное изображения.